# 李業 (漢朝)
李業（？—？），字巨游，廣漢郡梓潼縣（今四川省綿陽市）人。漢朝名士。

## 生平
李業年少時有志向節操，不隨流俗，學習《魯詩》，師從博士許晃。元始年間，被推舉明經，被任命爲郎。王莽攝政後，李業以病為由辭官，不答應州郡的聘命。太守劉咸強迫李業為官，李業只得抱病前往，劉咸大怒說：「賢者不避禍害，就像劍弩向市集，先死的都是薄命的人。因為聽聞您的名氣，才打算和您治理州郡，您卻託病不肯當官，這有道理嗎？」劉咸命他到監獄養病，打算殺了他。有位賓客以趙簡子殺害竇鳴犢，孔子臨河，聽聞後便返回的例子勸說。劉咸才放了李業，並舉薦李業爲方正。王莽任命李業為酒士，李業再次託病不願為官，於是隱居起來直到王莽滅亡。

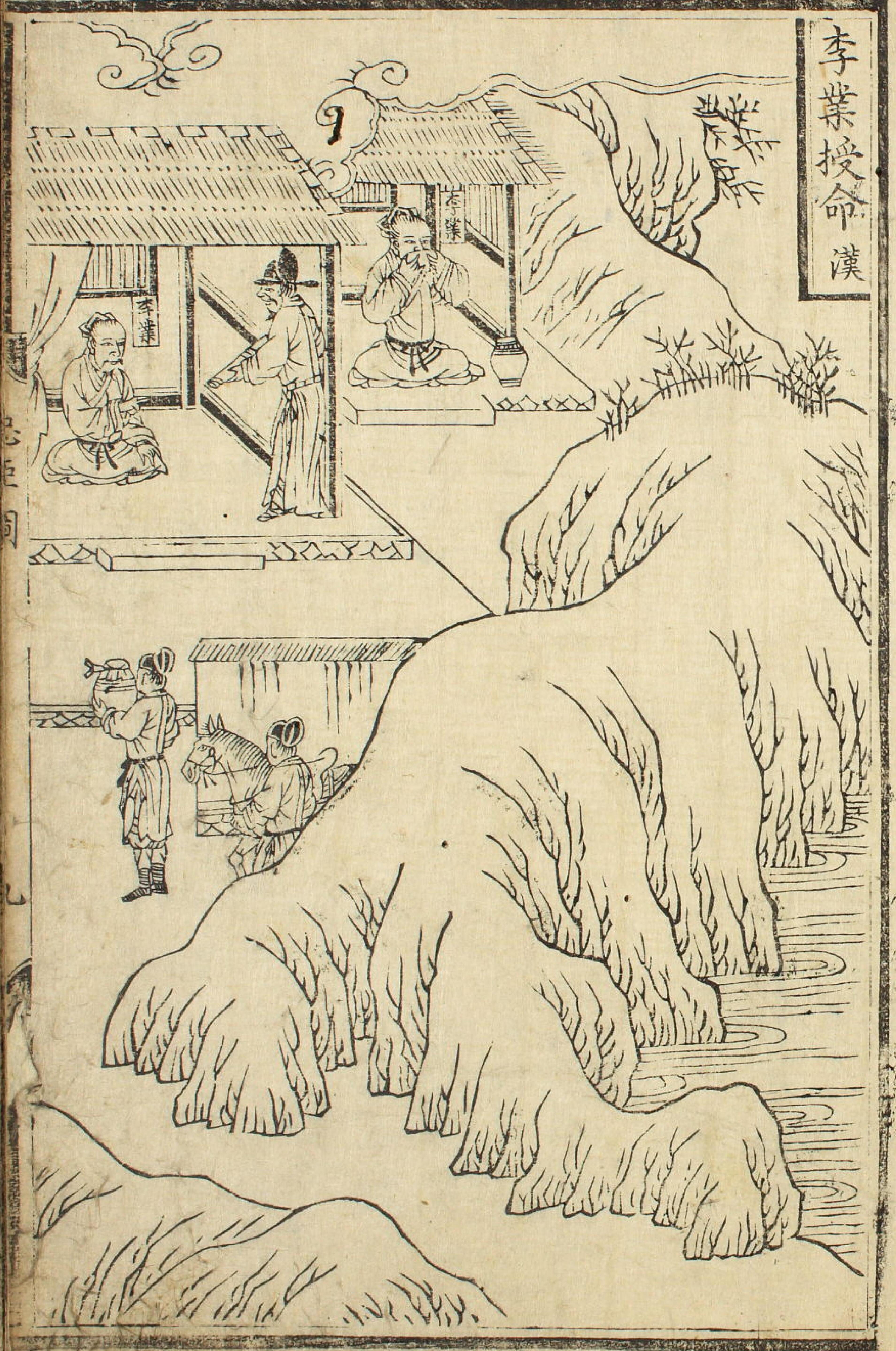
李業授命

公孫述打算徵用李業爲博士，李業稱病不起，公孫述派大鴻臚尹融拿著毒藥威脅李業，不去就賜藥，李業不願前往，便喝下毒藥而死。公孫述聽聞李業的死訊，大吃一驚，對自己殺害賢人感到可恥，便派使者吊祀，贈送財物以助治喪。李業的兒子李翬逃避不接受。漢光武帝平蜀後，下詔表李業閭，以彰顯功德。《益部紀》記載李業的高節並畫其形象。

## 延伸阅读
[在维基数据编辑]
 《後漢書/卷81》，出自范晔《後漢書》
 《東觀漢記》